# 和月伸宏
和月伸宏（日语：わつき のぶひろ、本名：西脇伸宏、1970年5月26日—），日本漫画家、插畫家。東京都出生，成長於新潟縣長岡市（今三島郡越路町）。A型血。
主要在《週刊少年Jump》上連載而活耀。代表作《浪客劍心》、《武裝鍊金》等。現在於《Jump Square》上活動。妻子為小說家黑碕薰。

## 簡歷
畢業於新潟縣立長岡高等学校。1987年，在學期間的和月以本名西脇伸宏名義投稿獲得第33屆手塚賞佳作正式出道。同期獲獎者還有出口竜正。
高中畢業後開始投入漫畫界發展，並擔任過次原隆二、高橋陽一及小畑健等人的助手。
1994年在《週刊少年Jump》開始連載《浪客劍心》，並於1996年被改编成電視動畫搬上银幕。
2001年連載《西部神槍手》。
2003年連載《武裝鍊金》，同作品在2006年也被改编成電視動畫。
之後改在《JUMP SQUARE》發表作品。2007年至2015年連載《再生魔人》。
2017年11月21日，因持有儿童色情物品，遭到警視廳函送檢方偵辦。在集英社新連載的《浪客劍心 北海道篇》也因此休載。
2018年连载再开。

## 作風趣味
喜歡的漫畫當中最喜歡手塚治虫的《怪醫黑傑克》。其它接觸暨影響的還有藤子·F·不二雄的《哆啦A夢》和《小超人帕門》、安達充的《棒球英豪》、桂正和的《飛翼人》、成田美名子的《神秘王子》和《雙星奇緣》、小畑健的一連貫作品、荒木飛呂彦的《JoJo奇妙的冒險》、冨樫義博的《幽遊白書》等。
和月曾公開宣稱他是SNK電玩對戰型格鬥遊戲『侍魂』系列的超級粉絲，而《浪客劍心》的創作也有受其影響（「侍魂」的風間火月影響了《浪客》當中的戌亥番神。而受到最大啟發的是齋藤一的台詞及著名招式「牙突」的姿勢、志志雄真實在維新志士時期的原造型皆來自牙神幻十郎）。相反地，製作遊戲的SNK這邊在角色設計上也受到了《浪客》的影響（『月華劍士』的御名方守矢、鷲塚慶一郎等人）。並在數年後SNK（當時稱為SNK Playmore）邀請他擔任『侍魂零』的人物設定。
還有，和月也是美國漫畫的粉絲，也在《浪客劍心》以此為主題去設計出來的角色參照了『X戰警』系列（如鵜堂刃衛的原型來自特異功能組的「牌王（Gambit）」、鯨波兵庫的原型來自X戰警系列中的大反派「天啟（Apocalypse）」等）。皆在該漫畫單行本每回的頁尾『登場人物製作秘話』說明。「是給讀者的特別服務，同時也是為了能夠更深入理解作品而兼並存在的東西」和月如此解釋道。
此外，和月在設計工作上也有做工精細的特點。例如《武装鍊金》中,1.銀成學園的制服、2再殺部隊的制服、3牛頓蘋果女學院的制服等等，都呈現了充滿個性的設計。
「娛樂的基本是笑容與HAPPYEND」和月如此立論。關於《浪客劍心》的後半要如何展開、身為女主角的薰要不要讓她被殺死這點令他煩惱。「薰如果死了，那麼發自內心的笑容與HAPPYEND都將化為泡影。」因為這樣的理由，作品的終章就以她確實地生存下來作為展開。
在《浪客劍心》當中對般若、外印「蒙面角色的素顏是醜惡的」如此描繪的方式用了不曉得多少次，對蒙面角色的素顔將會是「明亮而美形的角色」有所期待的讀者們也曾寄信去批判和月在這方面的作法。對此和月則以「如果美形的話就不需要大費周章把臉給遮蔽起來了」這樣的思考方式去解釋，但之後他這麼去反思：「若素顔是醜惡的話誰會喜歡呢？」，於是在《武装錬金》當中蝶野攻爵、圓山圓、毒島華花等人就以「素顔是美形的蒙面角色」這樣的設計登場在作品中。

## 作品列表

### 漫畫
|  | 連載作品 |  | 單篇作品 |

|          | 原文標題       | 中文標題                                    | 類別 | 出版者       | 刊載雜誌                                                              | 收錄於                                             | 備註                                             |
| -------- | -------------- | ------------------------------------------- | ---- | ------------ | --------------------------------------------------------------------- | -------------------------------------------------- | ------------------------------------------------ |
| 1980年代 |                |                                             |      |              |                                                                       |                                                    |                                                  |
| 1        |                | 不適用                                      | 單篇 | －           | 未發表（1987年投稿作品）                                              | －                                                 | 出道作，第33屆手塚獎佳作                         |
| 1990年代 |                |                                             |      |              |                                                                       |                                                    |                                                  |
| 2        |                | 不適用                                      | 單篇 | 集英社       | 未發表（1991年投稿作品）                                              | 《HOP★STEP獎SELECTION》第6卷                       | 《週刊少年Jump》新人漫畫獎「HOP★STEP獎」投稿作品 |
| 3        |                | 戰國的新月                                  | 單篇 | 集英社       | 《週刊少年Jump》1992年SPRING SPECIAL                                  | 《浪客劍心》：單行本第6卷、完全版第10卷            |                                                  |
| 4        |                |                                             | 單篇 | 集英社       | 《週刊少年Jump》1992年WINTER SPECIAL                                  | 《浪客劍心》：單行本第1卷、完全版第1卷             |                                                  |
| 5        |                |                                             | 單篇 | 集英社       | 《週刊少年Jump》1993年21·22號                                         | 《浪客劍心》：單行本第3卷、完全版第3卷             |                                                  |
| 6        |                | 神劍闖江湖 -明治劍客浪漫傳奇-               | 連載 | 集英社       | 《週刊少年Jump》1994年19號－1999年43號                                | 單行本（全28卷） 完全版（全22卷） 文庫版（全14卷） |                                                  |
| 7        |                | 彗星撞擊                                    | 單篇 | 集英社       | 《週刊少年Jump》1997年32號                                            | 《浪客劍心》：單行本第28卷 《》                    | 31頁                                             |
| 8        |                |                                             | 單篇 | 集英社       | 未刊登（1999年《劍心華傳》特別收錄）                                  | 《劍心華傳》 《浪客劍心》：完全版第22卷            |                                                  |
| 2000年代 |                |                                             |      |              |                                                                       |                                                    |                                                  |
| 9        |                | 彌彥的逆刃刀                                | 單篇 | 集英社       | 《週刊少年Jump》2000年3・4合併號                                      | 《浪客劍心》：完全版第22卷                         |                                                  |
| 10       | GUN BLAZE WEST | 西部神槍手                                  | 連載 | 集英社       | 《週刊少年Jump》2001年2號－2001年35號                                 | 單行本（全3卷） 文庫版（全2卷）                    |                                                  |
| 11       |                | 武裝鍊金                                    | 連載 | 集英社       | 《週刊少年Jump》2003年30号－2005年21・22合併号                        | 單行本（全10卷） 文庫版（全5卷）                   | 故事協力：黑崎薰                                 |
| 12       |                | 武裝鍊金FINAL                               | 單篇 | 集英社       | 《赤丸Jump》2005年SUMMER                                              | 《武裝鍊金》：單行本第9卷                          |                                                  |
| 13       |                | 武裝鍊金PERIOD                              | 單篇 | 集英社       | 《赤丸Jump》2006年WINTER                                              | 《武裝鍊金》：單行本第10卷                         |                                                  |
| 14       |                | 再生魔人 -DEAD BODY and BRIDE-              | 單篇 | 集英社       | 2005年《Jump the REVOLUTION!》（《週刊少年Jump》2005年11月1日增刊號） | 《武裝鍊金》：單行本第10卷                         |                                                  |
| 15       |                | 不適用                                      | 單篇 | 集英社       | 2006年《Jump the REVOLUTION!》（《週刊少年Jump》2006年11月1日增刊號） | －                                                 |                                                  |
| 16       |                | 再生魔人 -THE ANOTHER TALE OF FRANKENSTEIN- | 連載 | 集英社       | 《Jump Square》2007年12月號－2015年5月号                              | 單行本（全10卷）                                   | 多次休刊 故事協力：黑崎薰                        |
| 2010年代 |                |                                             |      |              |                                                                       |                                                    |                                                  |
| 17       |                | 不適用                                      | 單篇 | 朝日新闻出版 | 《週刊新漫畫日本史》創刊號（2010年10月12日）                          | －                                                 |                                                  |
| 18       |                | 神劍闖江湖─特筆版─                          | 連載 | 集英社       | 《Jump Square》2012年6月号－2013年7月号                               | 單行本（全2卷）                                    | 人名揮毫：雨宮慶太                               |
| 19       |                | 神劍闖江湖 -明治劍客浪漫傳奇- 第零幕        | 單篇 | 集英社       | 《週刊少年Jump》2012年38號（2012年8月20日發售）                       | 《神劍闖江湖─特筆版─》：單行本第1卷                |                                                  |
| 20       |                | 神劍闖江湖裏幕─統御火炎─                    | 單篇 | 集英社       | 《Jump Square》2014年8月号、10月号                                    | 單行本（全1卷）                                    | 分為前、後篇 故事協力：黑碕薰                    |
| 21       |                | ─神劍闖江湖・異聞─有前科的明日郎            | 單篇 | 集英社       | 《Jump Square》2016年11月号、12月号                                   | 《神劍闖江湖─北海道篇─》：單行本第1卷              | 分為前、後篇 故事協力：黑碕薰                    |
| 22       |                | 神劍闖江湖─明治劍客浪漫傳奇・北海道篇─      | 連載 | 集英社       | 《Jump Square》2017年10月号－連載中                                   | 單行本（已出版7卷）                                | 截至2022年5月2日 故事協力：黑碕薰                |

### 遊戲人物設定
皆擔任人物設定原案
- 侍魂零
- 新選組群狼傳（日语：新選組群狼伝）
- ENDRIDE

### 插圖
- （2016年）：封面[18]
- STAR DRIVER 閃亮的塔科特選集

### 關聯書籍
台灣中文版由東立出版社正式授權發行。
- 週刊少年Jump特別編集《原典 神劍闖江湖 - 明治劍客浪漫傳奇- 劍心秘傳》集英社〈JUMP COMICS DELUXE〉1996年7月9日初版發行，ISBN 978-4-08-858882-7
- 週刊少年Jump特別編集《原典 神劍闖江湖 - 明治劍客浪漫傳奇- 《劍心華傳》》集英社，1999年12月22日初版發行，ISBN 978-4-08-782037-9

## 關聯人物

### 老師
次原隆二
和月擔任助手的期間，教導和月當漫畫家的心理準備與覺悟。
高橋陽一
擔任高橋的助手期間，教導和月一些漫畫製作的基本技術。
小畑健
起初和月把小畑視為勁敵，不過和月在讀過小畑的《機器爺爺G》（又名《耍帥爺爺G》、日文原名《CYBORGじいちゃんG》）之後把小畑放在心中當作師父一般尊敬。並在小畑連載《神冒險譚》（日文原名《魔神冒険譚ランプ・ランプ》、1991年 - 1992年）與《力人伝説 -鬼を継ぐもの-》（1992年 - 1993年）兩部作品期間擔任他的助手。和月曾說過最喜歡的作家就是小畑，創作也受到「小畑健老師的許多作品」所影響。
梅澤春人
曾在梅澤連載《BØY前篇》（原名《HARELUYA－ハレルヤ－》、1992年）的期間擔任助手。

### 助手
從《浪客劍心》時代的助手群中有許多人氣漫畫家開始出頭，甚至被稱呼為「和月組」（和月本人則是對於這種稱呼方式感到討厭〔出自安西信行的同人誌上的寄稿文章〕）。這些人離開和月成為漫畫家之後，常常能在他們的單行本作者意見中看到和月的名字。和月本人則覺得與其被稱為「師父」，說是「夥伴」會比較適合。
- 尾田榮一郎[19]
- 武井宏之[3]
- 鈴木信也（日语：鈴木信也）[3]
- しんがぎん[3]
- いとうみきお[3]

### 其他
黑崎薰
小說家及和月的妻子，也在和月的作品《武装鍊金》、《再生魔人 -THE ANOTHER TALE OF FRANKENSTEIN- 》中對故事劇情進行協力。同時也是《武裝煉金》的小說化第二作的作者。並擔任真人電影《浪客劍心》的腳本協力（同時將真人電影的腳本內容小說化，書名《浪客劍心 -銀幕草紙變-》）。
佐佐木尚
總編輯。和月初次投稿時就擔任了和月的編輯工作，之後在《浪客劍心》時也擔當了該作品的編輯工作。之後接替茨木政彦成為第9任《週刊少年JUMP》的總編輯。